# Il tenente Kiže
Il tenente Kiže (in russo Поручик Киже?, Poručik Kiže) è un film del 1934 diretto da Aleksandr Michajlovič Fajncimmer.
Il film è l'adattamento cinematografico del racconto lungo Podporučik Kiže di Jurij Tynjanov pubblicato sul numero di gennaio 1928 della rivista Krasnaâ nov e tradotto in italiano negli anni ottanta con i titoli Il sottotenente Enti e Il sottotenente Summenzionato.
Il compositore Sergej Prokof'ev ebbe l'incarico nel 1933 dagli studi cinematografici Belgorkino e Leningrad di scrivere la colonna sonora per il film. Dalla partitura realizzata il musicista trasse l'anno seguente una suite in cinque movimenti.

## Trama
A San Pietroburgo, nell'anno 1800, Kablukov, l'aiutante dello zar Paolo I, ha un incontro galante con la propria amante, dama di compagnia della Principessa Gagarina, approfittando di un sonnellino dell'imperatore. Durante le effusioni amorose Kablukov emette un grido che risveglia lo zar. Adirato, Paolo I ordina che sia identificato il colpevole del suo brusco risveglio. Nel frattempo il copista addetto a stendere l'elenco dei militari del Reggimento Preobraženskij commette un banale lapsus calami scrivendo accidentalmente in russo «Поручик Киже» (traslitterato «Poručik Kiže», "Tenente Kiže") anziché il previsto «Поручики же» (traslitterato «Poručiki že», "I luogotenenti"; dove «же», traslitterato «že», è un intensificatore). Prima che il copista possa correggere il suo errore, l'aiutante dello zar prende la lista per sottoporla allo zar per l'approvazione di prammatica. Lo zar esamina l'elenco e nota immediatamente il nome “Kiže” poiché la qualifica “Poručik” è priva del necessario segno diacritico usato nella lingua russa del XIX secolo alla fine dei nomi maschili. Lo zar aggiunge lui stesso a penna sul foglio il segno mancante; e poiché nessuno dei cortigiani ha il coraggio di far notare l'equivoco all'irascibile sovrano, si certifica in tal modo l'esistenza del Tenente Kiže il quale è condannato dallo zar alla fustigazione e alla deportazione in Siberia. La mancanza delle proprietà fisiche del tenente viene spiegata dalla burocrazia zarista con l'essere "un prigioniero confidenziale senza forma" e la pena viene eseguita (si fustiga un cavalletto vuoto e si spedisce in Siberia la sentenza). Per intercessione della principessa Gagarina, lo zar grazia Kiže il quale può ritornare a San Pietroburgo, viene promosso ai gradi superiori (dapprima colonnello e poi generale), gli si concede di sposare per procura la dama di compagnia della Gagarina. Il generale Kiže riceve dall'imperatore i fondi (10.000 rubli) per le necessità dello Stato; l'aiutante Kablukov, che reca alla sposa i rallegramenti ufficiali, trascorre la notte con lei. Infine, quando l'imperatore manifesta il desiderio di incontrare il suo "servitore più fedele", il Conte Palen gli riferisce che il generale Kiže è caduto in battaglia. Lo zar ordina per l'eroico ufficiale i funerali di Stato; la cerimonia sarà eseguita con una bara vuota alla presenza dell'ignaro sovrano. Si richiede quindi il rientro dei 10.000 rubli; ma l'aiutante Kablukov, che si è impossessato dei fondi, fa credere che siano stati sottratti da Kiže. Il furibondo zar, memore anche del fatto che il suo riposo era stato interrotto a suo tempo da Kiže, ordina che il defunto Kiže sia degradato ed espulso dall'esercito e che il matrimonio sia annullato; sia nominato generale invece l'aiutante Kablukov, il quale potrà unirsi legalmente alla dama di compagnia della Gagarina.